# Quarto d'Altino
Quarto d'Altino és un municipi italià, dins de la ciutat metropolitana de Venècia. L'any 2007 tenia 7.897 habitants. Limita amb els municipis de Casale sul Sile (TV), Marcon, Meolo, Mogliano Veneto (TV), Musile di Piave, Roncade (TV) i Venècia.

## Administració
| Període | Identitat         | Partit         |
| ------- | ----------------- | -------------- |
| 2007-   | Loredano Marcassa | Centreesquerra |